# Oregodasys rarus
Oregodasys rarus is een buikharige uit de familie Thaumastodermatidae. Het dier komt uit het geslacht Oregodasys. Oregodasys rarus werd in 1961 voor het eerst wetenschappelijk beschreven door Forneris. 